# Anthus caffer
El bisbita cafre (Anthus caffer) es una especie de ave paseriforme de la familia Motacillidae propia de África.

## Distribución y hábitat
Se le encuentra en Angola, Botsuana, Etiopía, Kenia, Malawi, Mozambique, Sudáfrica, Suazilandia, Tanzania, Zambia y Zimbabue. Su hábitat natural son los bosques secos tropicales y la sabana seca.

## Galería

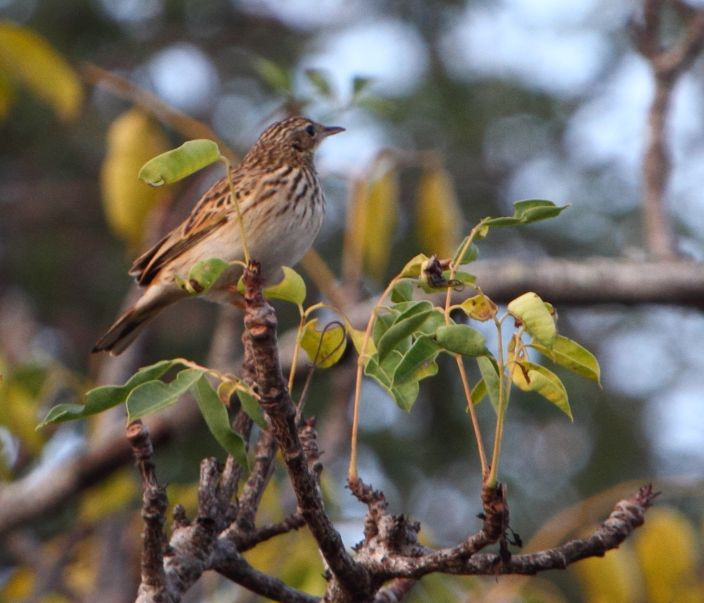
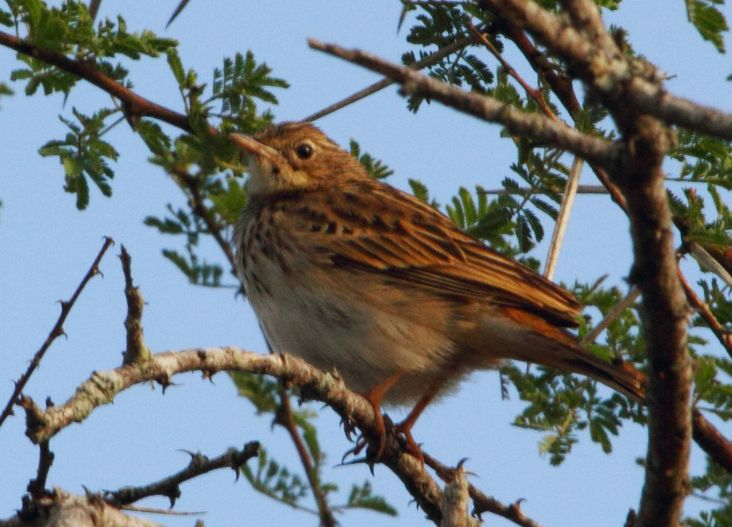
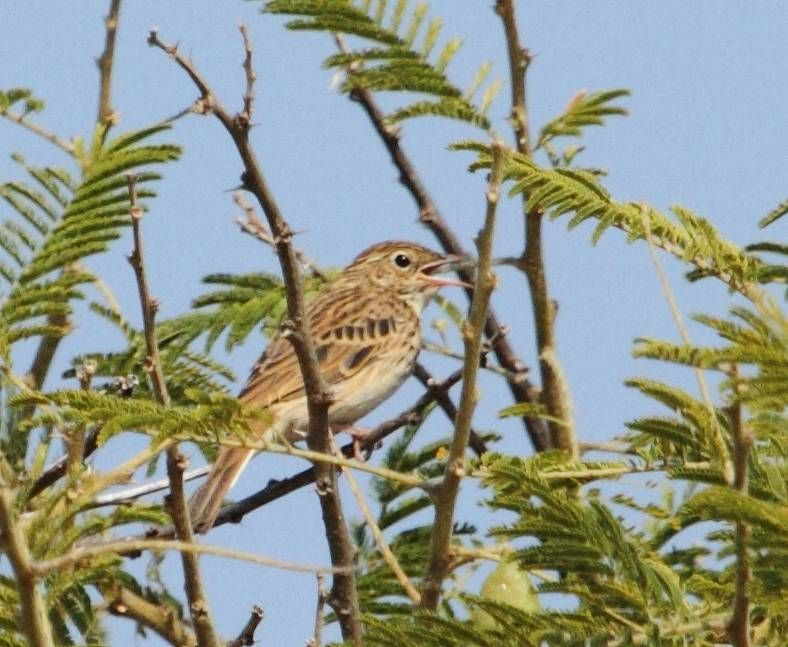
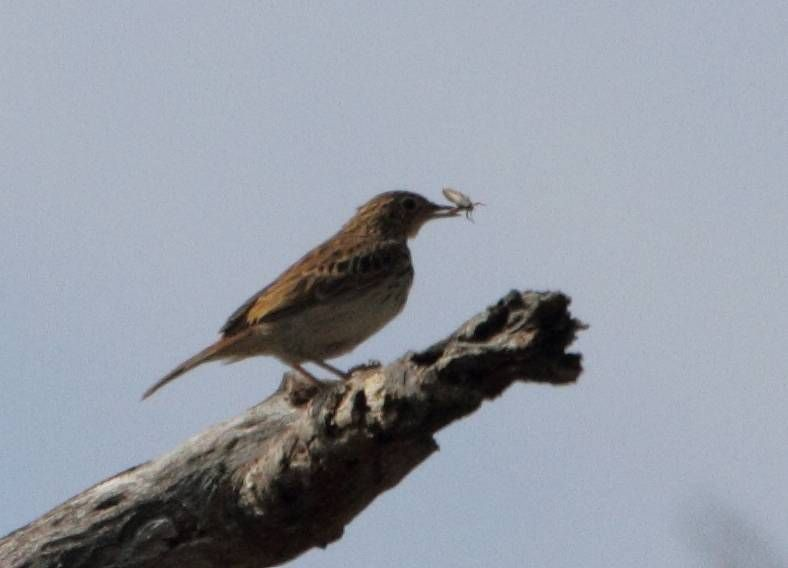
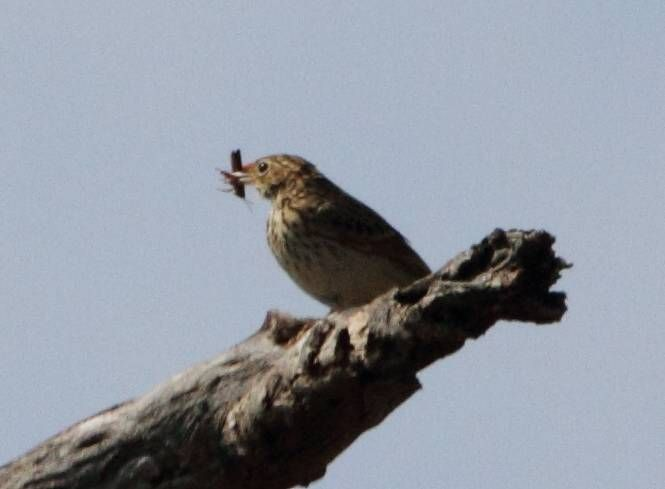